# Labrang
Labrang (in lingua cinese 拉卜楞镇 Lābǔléng Zhèn) è una città e un comune nella Cina centrale, in provincia di Gansu, nella prefettura autonoma tibetana di Gannan, nella contea di Xiahe. Nel 2000, il comune aveva 12 868 abitanti.
Situata ad un'altitudine di oltre 2.900 metri sul livello del mare è sede del monastero buddhista omonimo, uno dei più importanti monasteri della scuola Gelugpa. Uno tra i pochi, il monastero evitò gravi danni durante la rivoluzione culturale cinese. L'attuale numero di monaci che vivono in esso è solo una frazione di quelli che lo abitavano prima della rivoluzione. Nel periodo di massimo splendore riuscì ad avere oltre 4.000 monaci.
Labrang è abitata da tibetani, Han e cinesi musulmani Hui.
La città è divisa in tre zone - il moderno quartiere della dichiarazione congiunta sino-tibetana musulmana di passaggio, il monastero e il villaggio tibetano che si trova dietro il monastero. Negli ultimi anni è diventata popolare tra i turisti stranieri.
A marzo e aprile 2008, Labrang è stata una delle città in cui si sono verificate proteste di massa contro la transizione da Tibet a Cina.